# ダイノマックス

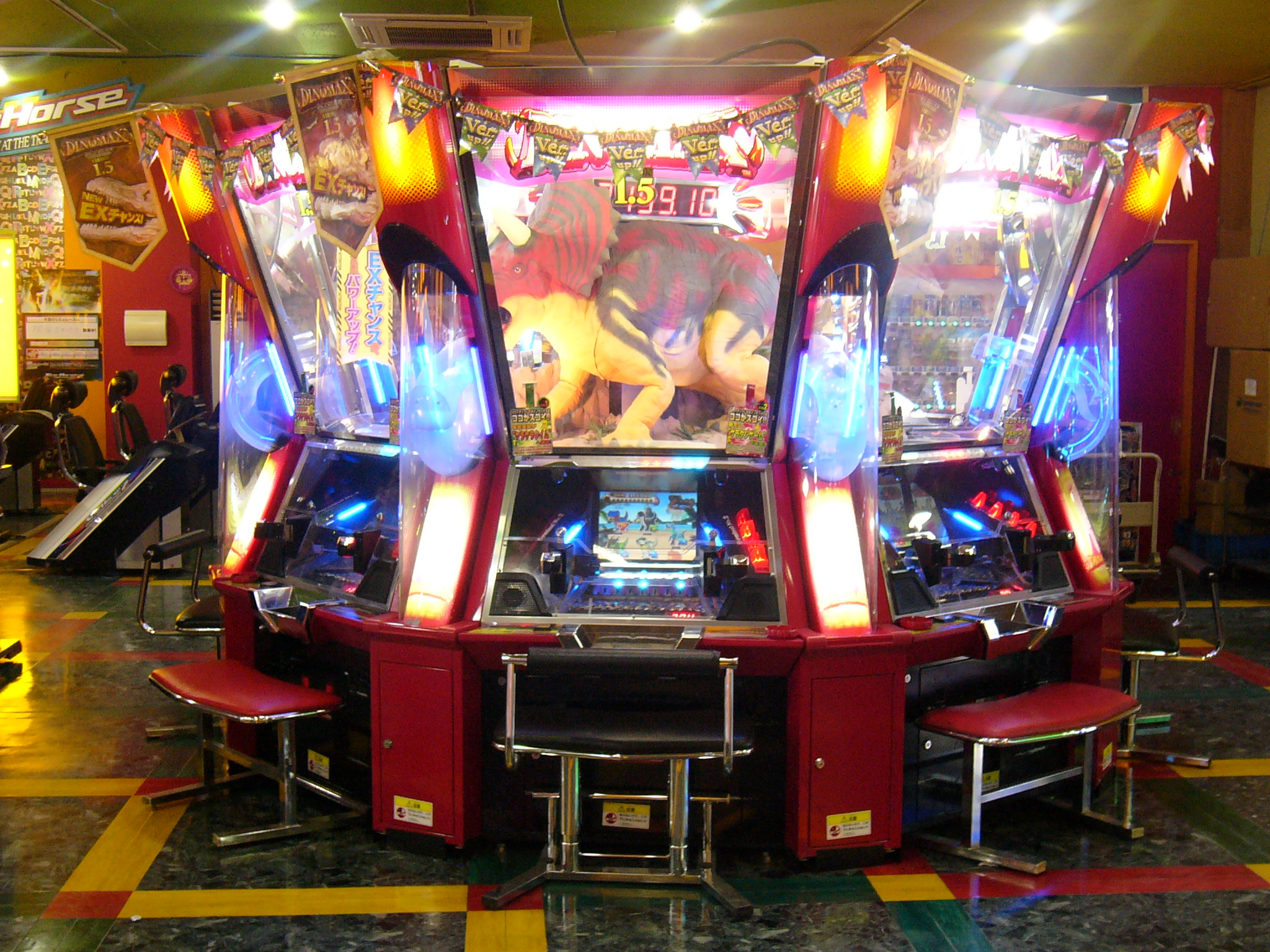
ダイノマックス Ver1.5

ダイノマックスとは、タイトーが製作したマス型プッシャーメダルゲーム。2007年春に発売されたがその後ミニゲーム追加や様々な問題点を改良されたバージョンUP版が2007年冬に発売され、2008年には大幅にゲームルールなどの仕様を変更したVer1.5を発売する。発売当初はダイノキングIIが発売されて長らくこのゲームの続編が作られておらず、公式ホームページでのキャッチコピーに「ダイノキングがダイノマックスに進化」と記述されていたのでシリーズの正統な続編かと思われていたが2007年のアミューズメントマシンショーにてダイノキングIIIの筐体が正式に出展されたため、ダイノキングシリーズに関連した別の恐竜物作品として定着する。
なおこの記事は旧バージョンを元に書き新バージョンでの変更点は下記で記載する。

## 筐体
ダイノマックスの筐体は『ダイノキング』シリーズとは違い新たに設計されている。メインゲームモニターには反射式透明モニターが重ねられ、ゲーム画面で立体的な視覚効果を得られる。筐体上部にはティラノサウルスの化石・トリケラトプスを模した大型のオブジェクトが配置され、それぞれエクストラチャンスゲーム・ジャックポット(とEXJP)時のメダルの大量払い出しに使用される。
使用基板はTAITO Type X。

## ゲーム内容
プッシャーにあるスタートチェッカーにメダルを入れることで、メインゲームモニターのスロットが回転し、絵柄が3つ揃う事でメダルの払い出しや、各フィーチャーが発生する。
また、エッグチェッカーにメダルを入れる事で、プロペラ横のエッグメーターが上昇しメーターが『10』『30』『50』『70』『90』になると恐竜たまご発見ゲームが発生し『100』になると筐体中央でのボーナススロットでの抽選がスタートする。

### 主人公キャラクター
ティラコ
赤いティラノサウルスの帽子を被った青髪のツインテール少女、性格は凶暴かつワガママでそのワガママっぷりはトリオやケラタン、ミニゲームに出るその他の人物にまで被害を及ぼす、ピンチの時に助けてくれるケラタンがお気に入りのようである。
トリオ
緑のトリケラトプスの帽子を被った少年、リーチアクションの一つの動画によるとティラコに惚れているらしいけど全然報われずにティラコのワガママによく振り回されている。
ケラタン
ケラトサウルスの子供で主人公のティラコやトリオと一緒にいる、ティラコがピンチになると大人のケラトサウルスに変身して助けたり、プレミアムリーチの合図として反射式透明スクリーンの横から多数のケラタンが登場してプレイヤーに知らせたりする。

### スロット絵柄
液晶画面のスロット絵柄は『1』 - 『7』『EX』の8種類があり、それぞれの絵柄とスーパーリーチの内容によって発生する払い出し枚数が異なる、なおEXのシンボルはプレミアムリーチ発生の下でしか表れない為お目にかかれる機会は非常に少ない。旧バージョンでの配役の強さは「緑色表記の1、4、6＜青表記の2、5＜赤表記の3、7」となっている。
スロットの数字と恐竜のシンボル
- 1 スティラコサウルス
- 2 ディノニクス
- 3 赤トリケラトプス
- 4 フクイリュウ
- 5 セイスモサウルス
- 6 スティギモロク
- 7 青ティラノサウルス
- EX 赤ティラノサウルス

### ミニゲーム
恐竜化石発掘ゲーム
通常スロット当たり直後に発生し、規定枚数のメダルをシューターに通すとボーナスが発生する。メダル払い出し以外にも確率変動やジャックポット発生に必要な恐竜化石が入っている事がある。
恐竜たまご発見ゲーム
エッグメーターが規定の数字になると発生し、30秒以内にスタートチェッカーに3枚通すことができれば(失敗すると何も起こらず通常モードに戻る)、卵から恐竜の赤ちゃんが誕生し、生まれた恐竜の種類によって異なる様々な特典を得ることができる。
恐竜による特典の内容は下記の通りである。
メダル払い出し
ステゴサウルス（10枚）、アマルガサウルス（20枚）
ミニゲーム
プテラノドン、プレシオサウルス、スピノサウルス
エクストラチャンス
緑トリケラトプス、赤ティラノサウルス、ギガノトサウルス

#### 恐竜シンボルからのミニゲーム
プテラノドンゲーム
飛行コースを時間内にゴールするとメダルが30枚払い出されるミニゲーム。コース途中でメダルが置かれている分岐点があるが、メダルが置かれていない方のシューターにメダルを通したり、シューターにメダルを通さないと柱にぶつかってタイムロスとなり、メダルが置かれている方のシューターにメダルを通すと3枚（置かれているメダルの数）払い出される。最後の直線ではシューターにメダルをたくさん通すとスピードアップしタイムロスを防げる。
プレシオサウルスゲーム
スタートチェッカーが光っている海洋生物の場所を通すとメダルが5枚払い出される。時間内に全部で3匹を食べるとボーナスメダル30枚払い出される。
スピノサウルスゲーム
スタートチェッカーが光っている原始人の場所を通すとメダルが5枚払い出され、最後にトリオとケラタンがいる場所のスタートチェッカーを通すとゲームクリアとなり、ボーナスメダルが30枚払い出される。このゲームの設定はティラコがとある出来事によって怒り出したため、通りすがりのスピノサウルスに肉をぶつけて怒らせ、トリオをこらしめる事が目的であるが、近くにいた原始人が巻き添えを喰らったものである。

### ジャックポット
通常スロット当たり発生後の恐竜化石発掘のミニゲームでゲーム画面右上に表示されている必要枚数を集めれば発生する。
払い出しは、中央のトリケラトプスが正面を向き口内で200枚貯めた後放出する。
払い出しが終わると、次のジャックポットに必要な化石のノルマが表示される。

### エクストラジャックポット
発生条件は2つある。
- プレミアムリーチでEXシンボルを揃える。
- エクストラチャンスのミニゲームでティラノサウルスの頭骨で決められた色のボールを決められた個数を獲得する、ただしこのミニゲームには決められた色とは異なるボールを取ってもたまにワイルドカラーのボールが発生して当たりボールとして扱われる事がある。

エクストラジャックポットが発生すると筐体上部のオッズの枚数分トリケラトプスの口から払い出される、払い出し方法は最初と最後の200枚程は口に溜めて一気に放出だがその間は一枚ずつ放出される。

### スペシャルゲーム
このゲームでは、複数のターミナルがプレイされている状態だと、ターミナル競争ゲーム（全3種類）や、ターミナル協力ゲーム（全2種類）が発生することがある。

### その他
BGMの作曲はZUNTATA(当時)の小倉久佳。楽曲は氏のアルバム「O-parts」に収録されている。

## 新バージョンでの変更点
- 色による優劣の違いを統一させた事。旧バージョンはスロットの数字の色のシンボルの強さだけがスロットストックの色の強さとは異なり「緑＜青＜赤」の順となっていたが新バージョンでは数字の色の強さはスロットストックの色の強さである「青＜緑＜赤」の強さに完全に統一された。
- スロットの数字と恐竜シンボルの1はディノニクスからスティラコサウルスに、2はスティラコサウルスからディノニクスに変更。これによって数字での配役の強さは「偶数＜1と5＜3と7」に統一された。
- リーチ予告とスーパーリーチでの演出のスピードアップと新しいスーパーリーチの追加。
- 恐竜化石発掘ゲームを廃止し恐竜化石発掘チャンスに変更。通常スロットが当たっても恐竜化石発掘チャンスに行けるかは運次第となる。
- エクストラチャンスのボールキャッチゲームが旧バージョンの30秒以内でノルマ達成させる方式から8回以内にノルマを達成させる方式に変更。この為旧バージョンではボタン連打しなければボールをたくさん取れなかったが、新バージョンの仕様になって狙ってボールを取れるようになった。
- 恐竜化石発掘チャンスから新たなミニゲームを入れケラタンが出ると2回当たれば終了の確率変動からスロットの出目がハズレるまで継続するケラケラタイムに変更される。

### 新バージョンからの追加ミニゲーム
ケラタンゲーム
恐竜化石発掘チャンスから派生するミニゲーム、ケラトサウルスが登場すると発生。トリオとティラコが投げるメダルを左右のシューターで正しい方を通してケラタンがキャッチすると払い出し枚数が増える。メダルを投げる枚数は8回だがパーフェクトでボーナス枚数も加わり100枚の払い出しとなる。

## Ver1.5での主な変更点
- 通常ゲームの画面の各部の変更。
- エクストラチャンスのゲームルールの変更。ボールを取るチャンスは無制限になったが赤いボールを取るとゲーム終了となる。このゲームでのエクストラジャックポットの発生条件は赤以外のボールを全種類獲得する事のみで発生するようになった。最初のボール獲得で赤を取った場合は30枚の払い出しとなるが、赤以外のボールを取り続ける事によって払い出し枚数が増える。またこの変更に伴ってか、エッグゲームで卵から生まれる、エクストラチャンスへの発展の対象となる恐竜が赤ティラノサウルスのみとなった(緑トリケラトプス、ギガノトサウルスは登場しない)。
- ジャックポットの払い出しの仕様変更。トリケラトプスの口に200枚溜めての放出から1枚ずつの放出となり、プッシャーも前バージョンでは払い出し時には止まっていたがVer1.5ではそのままプッシャーが動いたままとなった。
- リーチボーナスの廃止。このためリーチ内容によって信頼度が大きく変化する事となりティラコ（トリオ）をトリオ（ティラコ）が助けるリーチでは信頼度が大幅に下がった。
- 恐竜シンボルからのミニゲームのルール変更。プテラノドンゲームは基本的なルールは変わらないが残り時間によって払い出し枚数が変化するようになった事と、プレシオサウルスゲームとスピノサウルスゲームは時間内にたくさんスタートチェッカーを通す事により払い出し枚数が変化するものとなった。
- 恐竜対決リーチが複数回メダル3枚をシューターに通す方式から下部のボタン連打に変更。
- メインBGM2曲が新規に追加。作曲は前述の小倉久佳氏ではない。